# Buster paa Luftfart
Buster paa Luftfart (originaltitel: The Balloonatic) er en amerikansk stum komediefilm fra 1923 af Buster Keaton og Edward F. Cline.

## Medvirkende
- Buster Keaton
- Phyllis Haver
- Babe London